# Crocidophora nectariphila
Crocidophora nectariphila là một loài bướm đêm trong họ Crambidae.